# Forgelight Engine
Forgelight Engine est un moteur de jeu pour MMO développé par la société Daybreak Game Company (anciennement Sony Online Entertainment).

## Informations techniques
- Radiosité en temps réel
- Nvidia PhysX
- Flou cinétique
- Système temporel flexible
- Adaptation visuelle et mode de rendu HDR
- Support de Microsoft DirectX 9
- Supporte les terrains de type Maillage et Voxel
- Diffusion atmosphérique
- Brouillard volumétrique
- Occlusion ambiante avancée
- Éclairage avancé de l'environnement

Ce moteur est utilisé dans les jeux  Free Realms, PlanetSide 2, Landmark, Ever Quest Next et H1Z1.